# رجال الدين محمد شاه سلطان قدح
بادوكا سري السلطان رجال الدين محمد شاه بن السلطان سليمان شاه الثاني (توفي في 4 أكتوبر 1652) كان سلطان قدح الثالث عشر. كان عهده من 1626 إلى 1652. تولى الوصاية على العرش عندما أُسر والده في آتشيه عام 1619. وطلب المساعدة من ملك سيام، في محاولة لمواجهة هيمنة آتشيه. نقل عاصمته إلى كوتا ناغا في أغسطس 1626. ودخل في علاقات دبلوماسية مع الهولنديين في باتافيا.